# Weggentalbach
Der Weggentalbach ist ein 10,5 km langer linker Zufluss des Neckars in Rottenburg am Neckar im Landkreis Tübingen in Baden-Württemberg.

## Verlauf
Der Weggentalbach entspringt ungefähr einen Kilometer östlich des Dorfes Seebronn von Rottenburg. Er fließt zunächst westsüdwestwärts und durchquert dabei das Dorf. Weniger als einen halben Kilometer unterhalb kehrt er sich am Zufluss eines kleinen, in dieser Richtung mündenden Zuflusses abrupt auf Südostlauf durch ein etwas gewundenes und nicht sehr tiefes Tal, das zunächst Hanfgraben heißt und dann von der Bundesstraße 28a überspannt wird. Danach tritt der Bach in den Eisental genannten Talabschnitt ein und durchquert dann siedlungsfern im Osten die Ortsteilgemarkung Remmingsheim der Gemeinde Neustetten.
Er wechselt über auf das Stadtgebiet von Rottenburg und passiert hier Eratskirchen etwas westlich dieser Höfe. Unmittelbar danach beginnt das Rottenburger Weggental, nach dem der Bach benannt wurde; die Weinberge links des Bachs und besonders die barocke Wallfahrtskirche zur Schmerzhaften Mutter Gottes rechtsseits einer kleinen Talschlinge machen das Weggental zu einem beliebten Ausflugsziel.
Einige hundert Meter hinter der Wallfahrtskirche erreicht der Bach die Siedlungsgrenze der Stadt. Ein kurzes Stück fließt er noch offen entlang der Weggentalstraße, ehe er seinen Weg kurz vor dem Eugen-Bolz-Platz am Rottenburger ZOB verdolt fortsetzt. Er mündet im Unterwasser des Flusskraftwerks Tübinger Straße von links und Nordwesten in den Neckar.
Von der Quelle bis zur Verdolung ⊙ hat der Weggentalbach ungefähr eine offene Fließstrecke von neun Kilometern, bis zur Mündung sind es 10,5 km.

### Zuflüsse und Seen
Hierarchische Liste der Zuflüsse und  Seen von der Quelle zur Mündung. Gewässerlänge, Seefläche, Einzugsgebiet und Höhe nach den entsprechenden Layern auf der Onlinekarte der LUBW. Andere Quellen für die Angaben sind vermerkt.
Ursprung des Weggentalbachs auf etwa 437 m ü. NHN östlich von Rottenburg am Neckar-Seebronn  am Wetabfall des Betzenbergs vor dem Wald. Wird anfangs Hanfgraben genannt.
- Hahnenberggraben, von rechts und zuletzt Nordwesten auf etwa 428 m ü. NHN wenig westsüdwestlich von Seebronn, 1,8 km und 4,5 km². Entsteht auf etwa 450 m ü. NHN wenig nordwestlich von Seebronn.
  - Hummelberggraben, von rechts und Westen auf etwa 439 m ü. NHN am Westfuß des Hahnenbergs, 2,0 km und ca. 2,4 km².[LUBW 6] Entsteht auf etwa 467 m ü. NHN.
- Talgraben, von rechts und Westsüdwesten auf etwa 409 m ü. NHN nach der Talquerung der B 28a im Abschnitt Eisental, 1,5 km und 3,3 km². Entsteht auf etwa 426 m ü. NHN im Küblersloch.
- Kleelesgraben, von links und Ostnordosten auf etwa 407 m ü. NHN, 1,1 km und 0,9 km². Entsteht auf etwa 429 m ü. NHN.
- Sternengraben, von rechts und Westsüdwesten auf etwa 400 m ü. NHN, 0,8 km und ca. 1,4 km².[LUBW 6] Entsteht auf etwa 427 m ü. NHN vor dem Nordrand von Neustetten-Remmingsheim.
- Brunnengraben, von rechts und Westsüdwesten auf etwa 397 m ü. NHN, 0,7 km und ca. 0,8 km².[LUBW 6] Entsteht auf etwa 414 m ü. NHN am Nordostrand von Remmingsheim.
- (Bach am Kesselbrunnen), von links und Nordosten auf etwa 386 m ü. NHN westlich von Rottenburg-Eratskirche am Kesselbrunnen, 0,9 km und ca. 1,2 km².[LUBW 6] Entsteht auf etwa 407 m ü. NHN.
- (Zufluss), von links und Nordosten auf etwa 384 m ü. NHN, 0,6 km und ca. 0,6 km².[LUBW 6] Entsteht auf etwa 401 m ü. NHN.
- Mühlgraben, von rechts und Südwesten auf etwa 380 m ü. NHN, 2,8 km und 4,1 km². Entsteht auf etwa 451 m ü. NHN.
  - Bollengraben, von links und Westsüdwesten auf etwa 386 m ü. NHN, 1,7 km und 1,2 km².[LUBW 6] Entsteht auf etwa 440 m ü. NHN am Südrand von Remmingshausen.
- Durchfließt auf etwa 340 m ü. NHN eine seeartige Laufweitung in der Neckaraue, 0,2 ha.

Mündung des Weggentalbachs von links und Nordwesten auf etwa 336 m ü. NHN im Unterwasser des Flusskraftwerks Tübinger Straße in Rottenburg. Der Bach ist 10,5 km lang und hat ein 25,7 km² großes Einzugsgebiet.

## Sehenswürdigkeiten
- Weggental
- Wallfahrtskirche zur Schmerzhaften Mutter Gottes

### LUBW
Amtliche Online-Gewässerkarte mit passendem Ausschnitt und den hier benutzten Layern: Lauf und Einzugsgebiet des Weggentalgrabens

Allgemeiner Einstieg ohne Voreinstellungen und Layer: Daten- und Kartendienst der Landesanstalt für Umwelt Baden-Württemberg (LUBW) (Hinweise)
1. 1 2 3 4  Höhe nach dem Höhenlinienbild auf dem Hintergrundlayer Topographische Karte.
2. 1 2  Länge nach dem Layer Gewässernetz (AWGN).
3. 1 2  Einzugsgebiet aufsummiert aus den Teileinzugsgebieten nach dem Layer Basiseinzugsgebiet (AWGN).
4. ↑  Seefläche nach dem Layer Stehende Gewässer.
5. ↑  Einzugsgebiet nach dem Layer Basiseinzugsgebiet (AWGN).
6. 1 2 3 4 5 6  Einzugsgebiet abgemessen auf dem Hintergrundlayer Topographische Karte.

### Andere Belege
1. ↑  Friedrich Huttenlocher, Hansjörg Dongus: Geographische Landesaufnahme: Die naturräumlichen Einheiten auf Blatt 170 Stuttgart. Bundesanstalt für Landeskunde, Bad Godesberg 1949, überarbeitet 1967. → Online-Karte (PDF; 4,0 MB)
2. ↑  Friedrich Huttenlocher: Geographische Landesaufnahme: Die naturräumlichen Einheiten auf Blatt 178 Sigmaringen. Bundesanstalt für Landeskunde, Bad Godesberg 1959. → Online-Karte (PDF; 4,3 MB)